# Jankov (Boemia centrale)
Jankov è un comune della Repubblica Ceca facente parte del distretto di Benešov, in Boemia Centrale.